# Born to Play Guitar
Albums de Buddy Guy
Rhythm & Blues
(2013) The Blues Is Alive and Well
(2018)
Born to Play Guitar est un album de blues de Buddy Guy sorti en 2015,.

## Liste des titres
| No  | Titre                        | Durée |
| --- | ---------------------------- | ----- |
| 1.  | Born To Play Guitar          | 4:56  |
| 2.  | Wear You Out                 | 3:30  |
| 3.  | Back Up Mama                 | 4:42  |
| 4.  | Too Late                     | 2:46  |
| 5.  | Whiskey, Beer & Wine         | 4:30  |
| 6.  | Kiss Me Quick                | 2:55  |
| 7.  | Crying Out Of One Eye        | 4:01  |
| 8.  | (Baby) You Got What It Takes | 3:17  |
| 9.  | Turn Me Wild                 | 4:36  |
| 10. | Crazy World                  | 5:15  |
| 11. | Smarter Than I Was           | 5:27  |
| 12. | Thick Like Mississippi Mud   | 4:03  |
| 13. | Flesh & Bone                 | 4:01  |
| 14. | Come Back Muddy              | 5:11  |

## Récompenses
L'album remporte un Grammy Award du meilleur album de blues.